# 단정순
단정순(段正淳, 생몰년 미상)은 1096년부터 양위한 1108년까지 대리국의 제15대 황제이다. 제14대 황제 단정명의 아우이다.
1095년, 대중국(大中國)의 황제 고승태(高昇泰)가 병으로 쓰러져 단정순에게 왕위를 반환하라는 유언을 남기고 세상을 떴다. 단정순가 고승태의 아들 고태명(高泰明)에 의해서 대리국의 황제로 추대되었다. 대리국은 고승태에게 왕위는 돌려 받았지만 고씨가 대대로 재상에 올라 단씨는 꼭두각시 역할이었다. 1108년에 삭발 출가하여 수공대사(脩空大師)이라는 법명을 쓰게 되었다. 사후 시호를 문안황제(文安皇帝), 묘호를 중종(中宗)로 하였다.